# 梅森 (比利时)
梅森（荷蘭語：Mesen，荷蘭語發音：[ˈmeːsə(n)] ⓘ，法語發音：[mɛsin]）是比利时西佛兰德省的一座语言便利城市，南接瓦隆大区埃諾省的外飞地科米讷-瓦尔讷通，面积3.6平方千米，人口1,062人（2022年1月1日），是比利时享有城市称号的市镇中人口最少者。梅森是弗拉芒社群的一部分，当地居民多数使用荷蘭語，少数使用法语，市政部门为使用法语的少数人士提供语言便利。